# Aloe berevoana
Aloe berevoana ist eine Pflanzenart der Gattung der Aloen in der Unterfamilie der Affodillgewächse (Asphodeloideae). Das Artepitheton berevoana verweist auf das Vorkommen der Art nahe Berevo auf Madagaskar.

## Beschreibung

### Vegetative Merkmale
Aloe berevoana wächst stammbildend, verzweigt von der Basis und bildet große Gruppen. Die aufsteigenden Triebe erreichen eine Länge von bis zu 60 Zentimeter. Die acht bis zehn lanzettlichen Laubblätter sind locker an den Trieben angeordnet. Die grasgrüne, längs gestreifte Blattspreite ist 30 Zentimeter lang und 3 Zentimeter breit. Ihre Spitze ist spitz. Die dunkelgrünen, weißlich gespitzten Zähne am Blattrand sind 2 Millimeter lang und stehen 8 bis 12 Millimeter voneinander entfernt.

### Blütenstände und Blüten
Der Blütenstand besteht aus drei Zweigen und erreicht eine Länge von bis zu 60 Zentimeter. Die lockeren, wenigblütigen Trauben sind 10 bis 12 Zentimeter lang. Die schmal dreieckigen Brakteen weisen eine Länge von 5 Millimeter auf und sind 12 Millimeter breit. Die leuchtend roten Blüten stehen an 10 Millimeter langen Blütenstielen. Die Blüten sind 17 Millimeter lang. Ihre äußeren Perigonblätter sind auf einer Länge von etwa 12 Millimetern nicht miteinander verwachsen. Die Staubblätter und der Griffel ragen kaum aus der Blüte heraus.

## Systematik und Verbreitung
Aloe berevoana ist im Westen von Madagaskar auf Sandsteinklippen in Höhen von etwa 70 Metern verbreitet.
Die Erstbeschreibung durch John Jacob Lavranos wurde 1998 veröffentlicht.

## Nachweise